# Municipio de Acatepec
El municipio de Acatepec es uno de los 85 municipios que conforman el Estado de Guerrero. La cabecera del municipio es la localidad de Acatepec.

## Toponimia
El nombre Acatepec viene de las palabras en nahuátl Acatl, carrizo y tepetl cerro, por lo que su significado en español es “cerro de carrizos”.

## Historia
La comunidad de Acatepec es la más antigua de la región, fue fundada por los yopes, también conocidos como tlapanecos en 1285. Según los códices de Azoyú I y II, en 1299 se constituyó una confederación de tribus tlapanecas las cuales se dividieron por toda la región, ocupando diferentes territorios y fundaron reinos que hoy en día son municipios, llegando a abarcar una extensión que superaba los 10 000 km². El municipio de Acatepec fue finalmente constituido después de seguir una lucha social. A partir del 2 de mayo de 1957, Acatepec fue reconocida como cabecera agraria por lo cual quedó con una superficie de 74 216 hectáreas lo que fue benéfico para un total de 2203 comuneros. Acatepec se convirtió en cabecera municipal el 23 de marzo de 1993 de acuerdo con el decreto del Diario Oficial del gobierno del Estado de Guerrero.

## Geografía
El municipio integra la Región de La Montaña, y se extiende entre 300 y 2600 m s. n. m. de altitud.
Sus coordenadas geográficas extremas son 99°11'06.72" W - 98°49'31.80" W de longitud oeste y 16°59'58.56" N - 17°21'19.08" N de latitud norte.
Acatepec tiene una superficie aproximada de 633 km². Limita al este con el municipio de Tlacoapa, al noreste con el municipio de Zapotitlán Tablas, al noroeste con el municipio de Quechultenango, al norte con los municipios de Atlixtac y Chilapa de Álvarez, al sureste con el municipio de San Luis Acatlán y al suroeste  con el municipio de Ayutla de los Libres.
Según la clasificación climática de Köppen, el clima corresponde al tipo Aw - Tropical seco.
La totalidad de la superficie del municipio está incluida dentro de la Sierra Madre del Sur. Las principales elevaciones son los cerros  El Coral, Apetzuca, Colorado y Ahuitlatzala.

El recurso hídrico del municipio se basa mayoritariamente en la cuenca del río Papagayo y en menor medida del río Nexpa.
La flora del municipio se caracteriza principalmente por selva baja caducifolia y bosque de fino encino en donde las especies cambian constantemente de follaje sobre todo en época de secas. Entre algunos de los principales ejemplares de fauna que se encuentran en Acatepec están el conejo, liebre, tuza, gato montés, tigrillo, puma, coyote, zorro venado, paloma, zopilote, entre otros.

## Demografía
De acuerdo a los resultados del Censo de Población y Vivienda de 2020 realizado por el Instituto Nacional de Estadística y Geografía, la población total del municipio es de 40 197 habitantes, lo que representa un crecimiento promedio de 2.1% anual en el período 2010-2020 sobre la base de los 32 792 habitantes registrados en el censo anterior. Al año 2020 la densidad del municipio era de 63,73 hab/km².
| Gráfica de evolución demográfica de Municipio de Acatepec entre 2000 y 2020 |
|                                                                             |
| Fuente: Instituto Nacional de Estadística Geografía e Informática           |

El 48.6% de los habitantes eran hombres y el 51.4% eran mujeres. El 79.1% de los habitantes mayores de 15 años (18 824 personas) estaba alfabetizado. 

Más del 97% de la población, (39 297 personas), es indígena. Las lenguas indígenas con mayor número de hablantes son las mixtecas, zapotecas, náhuatl y tlapaneco.
En el año 2010 estaba clasificado como un municipio de grado muy alto de vulnerabilidad social, con el 67.75% de su población en estado de pobreza extrema. Según los datos obtenidos en el censo de 2020, la situación de pobreza extrema afectaba al 61.5% de la población (25 581 personas).

### Localidades
En el censo de 2020 el municipio de Acatepec contaba con 156 localidades.
| Código INEGI      | Localidad          | Población (2020) |
| ----------------- | ------------------ | ---------------- |
| 120760001         | Acatepec           | 2 769            |
| 120760013         | Caxitepec          | 1 276            |
| 120760037         | Tierra Blanca      | 1 154            |
| 120760020         | Escalerilla Zapata | 1 024            |
| Otras localidades | Otras localidades  | 33 974           |
| Total municipal   | Total municipal    | 40 197           |

## Salud y educación
En 2010 el municipio tenía un total de 19 unidades de atención de la salud, con 37 personas como personal médico. Existían 64 escuelas de nivel preescolar, 59 primarias, 34 secundarias, 3 bachilleratos y 46 escuelas primarias indígenas.

## Actividades económicas
Según el número de unidades destinadas a cada sector, las principales actividades económicas del municipio son el comercio minorista, la prestación de servicios de alojamiento temporal y preparación de alimentos y bebidas y, en menor escala, la prestación de servicios generales no gubernamentales.